# Бойкетт, Дэвид
Дэвид Хебберт Бойкетт (англ. David Hebbert Boykett, 19 августа 1934 — 10 февраля 2016) — австралийский спортсмен, бронзовый призёр летних Олимпийских игр в Мельбурне (1956) в академической гребле.

## Спортивная карьера
Выступал за мельбурнский Mercantile Rowing Club, в составе которого выигрывал Королевский кубок, с 1993 по 1997 г. был президентом клуба.
В 1956 году он был членом экипажа австралийской лодки, которая выиграла бронзовую медаль в восьмерках в Мельбурне. Восемь лет спустя он финишировал восьмым с австралийской лодкой на соревновании восьмерок в Токио 1964, после того как судно австралийской команды racing eight shell получило повреждения от соленой воды по пути в Токио. Для участия в финале Petit (для проигравших) австралийской восьмерке удалось позаимствовать гоночную лодку у команды другой страны, и затем они выиграли Petit final, показав время в гонке быстрее, чем время завоевания золотой медали в финале Победителя.
В 2010 г. он был введён в зал Зал Гребной славы штата Виктория. В 2014 г. был награжден медалью Ордена Австралии за заслуги в развитие национального гребного спорта(включая тренерскую деятельность, администрирование и сбор средств).